# Rejon hadziacki
Rejon hadziacki – jednostka administracyjna w składzie obwodu połtawskiego Ukrainy.
Powstał w 1923. Ma powierzchnię 1600 km² i liczy około 64 tysięcy mieszkańców. Siedzibą władz rejonu jest Hadziacz.
W skład rejonu wchodzą 1 miejska rada oraz 27 silskich rad, obejmujące 94 wsie.